# Salvio Simeoli
Salvio Simeoli (Nápoly, 1980. május 13.) olasz színész.

## Pályafutása
Színjátszást tanul Jenny Tamburi iskolájában és az Actor's Center nevű római szemináriumban. 2006-ban kerül képernyőre A csapat 7 (olaszul La squadra 7) című sorozattal, majd a Caprival is. 2007-ben kerül be a Bűvölet című olasz szappanoperába, amiben Lorenzo Gomez szerepét játssza. Ezt a szerepet 2008-ban is folytatta.

## Filmjei
- La squadra 7 (2006), különböző rendezők – tévésorozat – Rai Tre
- Capri (2006) , rendezők: Francesca Marra és Enrico Oldoini – tévésorozat – Rai Uno
- Bűvölet (Incantesimo), (2007-2008), különböző rendezők – szappanopera – Rai Uno
- Un posto al sole d’estate (2008), különböző rendezők – szappanopera – Rai Tre